# Nyugat-Berlin
Nyugat-Berlin részleges államisággal rendelkező terület volt 1949 és 1990 között, amely a nyugati hatalmak megszállási övezeteiből alakult ki.

## Kialakulása
Berlin amerikai, brit és francia megszállási övezeteit, a három nyugati szektort 1948. június 24-étől szárazföldi blokád alá vonták a szovjet haderők. A nyugati hatalmak úgy döntöttek, hogy nem adják fel a területet, viszont békés megoldáshoz folyamodnak. Az ellátást légihíddal biztosították, amely a nagy anyagi teher mellett emberáldozattal is járt (39 brit, 3 amerikai és 6 német pilóta vesztette életét). Miután a blokád nem érte el célját, azt 1949. május 12-én éjfélkor feloldották.

## A berlini fal

Térkép Nyugat-és Kelet-Berlin, határátkelők, metró hálózatok (interaktív térkép)

Az NDK 1952-ben lezárta a határt az NSZK irányában. Berlinben azonban szabad átjárás volt a szektorok között és a keletnémetek ezen keresztül kezdtek kiutazni a nyugati oldalra. Az NDK 1961. augusztus 13-án kezdte meg a berlini fal építését, amely egy idő után hermetikusan elzárta Nyugat-Berlint az NDK-tól. Nyugat-Berlin város központja a Kurfürstendamm  környéke, Kelet-Berliné az Alexanderplatz lett.

### Képek a 70-es évek végi belvárosból

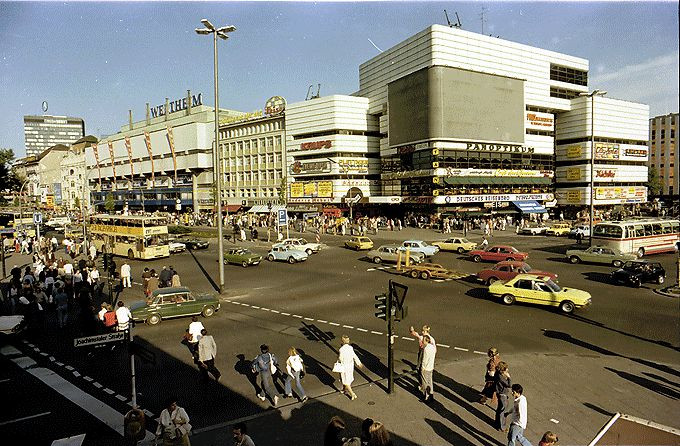
Kurfürstendamm 1978
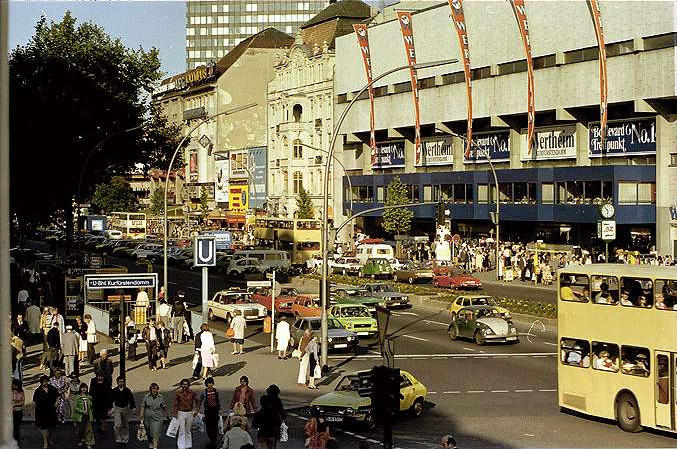
Kurfürstendamm 1978
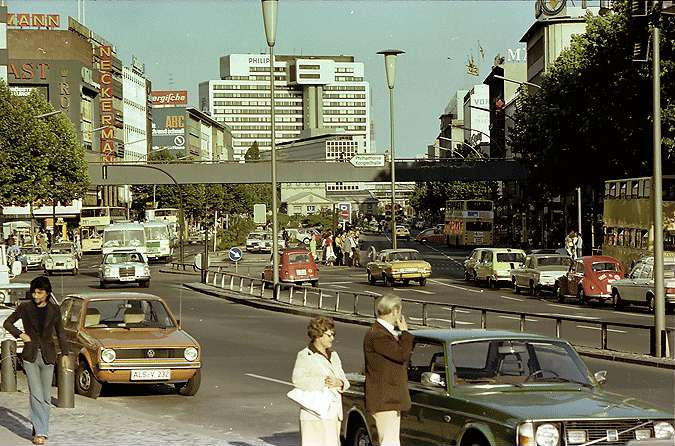
Tauentzienstraße 1978
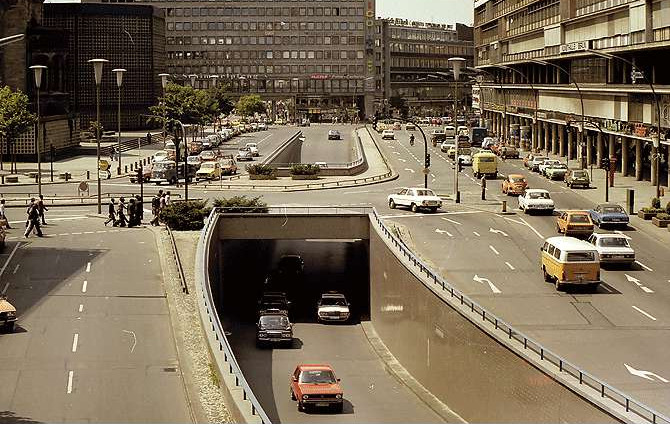
Budapester Straße 1978

## Nyugat-Berlin jogi helyzete
Nyugat-Berlin nemzetközi jogállással rendelkezett, mint a történelmi Berlin  és elővárosainak nyugati fele. Míg Kelet-Berlin egyértelműen a vele területileg összefüggő NDK-hoz tartozott, addig Nyugat-Berlin egyszerre volt független, valamint Nyugat-Németország része. A részleges államiságot az NSZK és Nyugat-Berlin közötti távolság miatt kapta a városrész, amely az NDK-ban enklávé volt, vagyis teljes egészében Kelet-Németország vette körül (Nyugat-Németország exklávéja volt).

## Nyugat-Berlin fejlődése

### Lakásépítési projektek
A háború végére (1945) legalább 45 millió köbméter törmelék keletkezett Nyugat-Berlinben (30 millió a keleti városrészen).  Berlin 245 300 épületéből 11,3 százalék teljesen megsemmisült, 8,3 százalék súlyosan megrongálódott, de 69,4 százalék lakható volt. A pusztulás elsősorban a belső kerületeket érintette. A Mitte és a Tiergarten kerületekben a lakások több mint 50 százaléka teljesen vagy súlyosan megsemmisült. 1943-ban a légibombázások szinte teljesen elpusztították a császárkori Hansaviertelt. A Szenátus 1953-ban hirdetett pályázatot a Hansa-negyed felépítésére, amely a Nemzetközi Építőipari Kiállítás központi témája lett. 1957-ben jött létre az új Hansaviertel negyed, egy modern városrész, amelynek tervezésében  nemzetközileg elismert építészek vettek részt. A keleti városrészben felépült Stalinallee épületeinek ellen koncepcióját képviselte.
Nyugat-Berlinben az 1950-es évek első felétől széleskörű új lakásépítési program valósult meg. Majd 1962-től az 1970-es évek közepéig három nagy lakótelepet „műholdvárosokként” építettek a város szélén. Ezek a következőek:  (1) „Britz-Buckow-Rudow” (BBR) projekt (19 000 lakóegység) – 1972 óta „Gropiusstadt” néven ismert, a (2) „Märkisches Viertel”  (17 000 lakóegység) Reinickendorfban, valamint (3) a „Falkenhagener Feld” lakótelep (11 500 lakóegység) Spandauban. Azonban ez a három nagy lakótelep projekt a nyugat-berlini lakásépítések mindössze 18 százalékát tette ki az 1962 és 1975 közötti építési időszak alatt. 1962 és 1990 között elkészült összes lakás közel 90 százaléka szociális lakásként, azaz államilag támogatott lakásként épült meg. A lakásépítésekre fordított állami támogatások összege az 1961 és 1990 közötti időszakban 34 milliárd márka körül alakult. Az 1970-es évek második felétől a lakásépítések csökkentek. 1963-ban Willy Brandt polgármester bejelentette az első nagyszabású városrehabilitációs programot, amely  56 000 lakást érintett a belső kerületekben, majd az 1970-es évek közepén további újjáépítési területeket jelöltek ki, körülbelül 50 000 lakással. A hetvenes évekig Nyugat-Berlin városrehabilitációja szinte kizárólag a régi épületek teljes lebontásának módszerével zajlott, amelyet új építés követett. Az irányváltása csak az 1980-as évek elején következett be, amikor elfogadták a  városrehabilitáció koncepciót, amelyet a Kreuzberg kerületben dolgoztak ki. A lebontásra váró kiürített régi épületeket (az elsőt 1979-ben Kreuzbergben) illegálisan beköltözők foglalták el, majd összesen 165 épületet foglaltak így el.  A nyugat-berlini lakásállomány 859 000-ről (1961) 1 079 000-re (1990) nőtt. A meglévő lakások átlagos mérete pedig a 1961-1990 időszak alatt 56,4-ről 70,7 négyzetméterre.A lakásépítések (beleértve a korszerűsítést és a javítást) arányát az 1950 és 1990 közötti időszak teljes építési volumenében a nyugati részen körülbelül 40 százalékra, míg a keleti részén csak 28 százalékra becsülték a kettéosztott városban.

## Területi módosítások
Az 1971. szeptember 3-aláírt négyoldalú megállapodást követően három területcserére került sor Nyugat-Berlin és az NDK között. Ezek korrigálták a határt. Az előzmény az volt, hogy az 1920-ban megalakult Nagy-Berlin több területe a város határain kívül helyezkedtek el. A véletlennek köszönhetően mind Berlin nyugati kerületeihez (Zehlendorf és Spandau) tartoztak. 1945 után is enklávéként maradtak, 1949-től pdig az NDK-n belül helyezkedtek el. Steinstücken volt  az egyetlen állandóan lakott exklávé, ezt is csak az NDK területén keresztül volt lehetséges megközelíteni. Az enklávék területi csere útján történő rendezéséről szóló megállapodást 1971. december 21-án írták alá és 1972. június 3-án lépett hatályba a négyhatalmi megállapodással együtt. A megállapodás szerint az NDK összesen 15,6 hektárt, míg Nyugat-Berlin összesen 17,1 hektárt kapott. Nyugat-Berlin 4 millió márkát fizetett az NDK kormányának kártérítésként. Egy kiegészítő megállapodásban egy 8,5 hektáros területért 31 millió német márkát fizettek az NDK-nak. A harmadik megállapodást 1988-ban írták alá, amely szerint Nyugat-Berlin 14, összesen 96,7 hektáros területet kapott a város belső és külső határain, beleértve a Potsdamer Platznál található Lenné-háromszöget is, míg az NDK megkapta a Falkenhagener Wiese, a Laszinswiesen és a Wüste Mark utolsó nyugat-berlini exklávéit, valamint egy 50 méter széles sávot az Eberswalde teherpályaudvarnál (ma: Mauerpark). Nyugat-Berlin ezekért az NDK kormányának 76 millió márkát fizetett.

## Kerületei

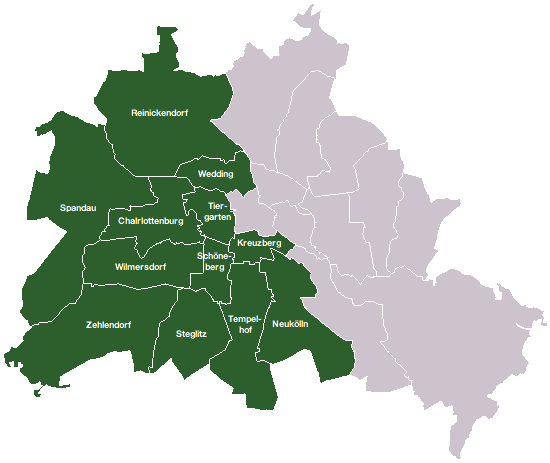
Nyugat-Berlin

| A kerület neve | Területe (1987, km2) | lakossága (1961) | lakossága (1970) | lakossága (1989) | szektort felügyelő állam | főbb és ismertebb részei                                                                                                | jelenlegi kerület          |
| -------------- | -------------------- | ---------------- | ---------------- | ---------------- | ------------------------ | --- | -------------------------- |
| Charlottenburg | 30,33                | 224 538          | 201 732          | 183 300          | Egyesült Királyság       | Charlottenburg, Westend, Siemensstadt                                                                                   | Charlottenburg-Wilmersdorf |
| Kreuzberg      | 10,38                | 191 898          | 158 445          | 151 300          | Egyesült Államok         | Kreuzberg | Friedrichshain-Kreuzberg   |
| Neukölln       | 44,89                | 277 412          | 281 470          | 303 100          | Egyesült Államok         | Neukölln, Britz, Buckow, Rudow, Gropiusstadt                                                                            | Neukölln                   |
| Reinickendorf  | 89,37                | 215 892          | 238 736          | 248 100          | Franciaország            | Reinickendorf, Frohnau, Heiligensee, Hermsdorf, Konradshöhe, Lübars, Tegel, Waidmannslust, Wittenau, Märkisches Viertel | Reinickendorf              |
| Schöneberg     | 12,29                | 193 790          | 169 834          | 154 300          | Egyesült Államok         | Schöneberg, Friedenau                                                                                                   | Tempelhof-Schöneberg       |
| Spandau        | 86,43                | 172 663          | 197 687          | 215 800          | Egyesült Királyság       | Spandau, Gatow, Haselhorst, Kladow, Siemensstadt, Staaken                                                               | Spandau                    |
| Steglitz       | 31,96                | 185 743          | 188 098          | 189 100          | Egyesült Államok         | Steglitz, Lankwitz, Lichterfelde                                                                                        | Steglitz-Zehlendorf        |
| Tempelhof      | 40,74                | 142 952          | 159 730          | 185 200          | Egyesült Államok         | Tempelhof, Lichtenrade, Mariendorf, Marienfelde                                                                         | Tempelhof-Schöneberg       |
| Tiergarten     | 13,37                | 114 143          | 98 388           | 93 800           | Egyesült Királyság       | Moabit, Tiergarten, Hansaviertel                                                                                        | Mitte                      |
| Wedding        | 15,43                | 220 883          | 180 978          | 161 700          | Franciaország            | Wedding, Gesundbrunnen                                                                                                  | Mitte                      |
| Wilmersdorf    | 34,39                | 161 964          | 154 397          | 146 100          | Egyesült Királyság       | Wilmersdorf, Schmargendorf, Grunewald, Halensee                                                                         | Charlottenburg-Wilmersdorf |
| Zehlendorf     | 70,59                | 95 530           | 92 850           | 98 700           | Egyesült Államok         | Zehlendorf, Dahlem, Nikolassee, Wannsee                                                                                 | Steglitz-Zehlendorf        |